# (5587) 1990 SB
Az (5587) 1990 SB egy földközeli kisbolygó. Holt és Brown fedezte fel 1990. szeptember 16-án.